# John Thomas Quekett

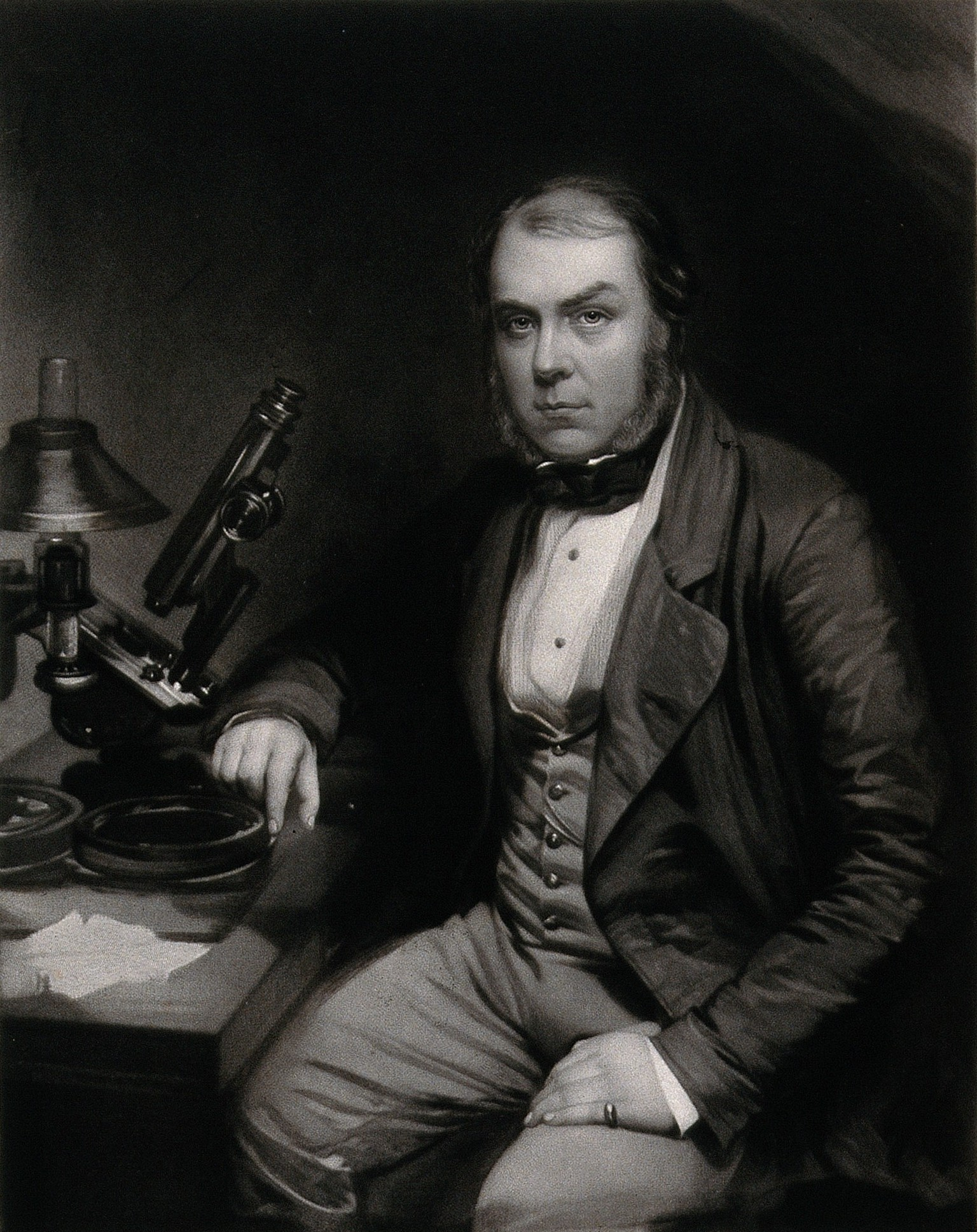
John Thomas Quekett

John Thomas Quekett (* 11. August 1815 in Langport, Somerset; † 20. August 1861 in Pangbourne, Berkshire) war ein britischer Histologe und Praktiker der Mikroskopie. Sein offizielles botanisches Autorenkürzel lautet „J.T.Quekett“.

## Leben
Quekett war der Sohn eines Schuldirektors und war Lehrling bei einem Chirurgen in Langport und bei seinem Bruder Edwin, bevor er am King’s College London und der London Hospital Medical School studierte. 1840 erwarb er seinen Abschluss als Arzt bei der Society of Apothecaries of London und gewann ein dreijähriges Stipendium in Anatomie des Royal College of Surgeons of England. Schon als Schüler war er begeisterter Mikroskopist, der sein eigenes Mikroskop baute, und setzte dies später beruflich fort, indem er eine große Sammlung histologischer Präparate aufbaute (nicht nur vom Menschen, sondern auch von Pflanzen und Tieren), die das Royal College of Surgeons 1846 aufkaufte und deren Katalog Quekett veröffentlichte. 1843 wurde er Assistenz-Kurator am Hunterian Museum des Royal College of Surgeons unter Richard Owen, 1844 Demonstrator für Anatomie und 1852 Professor für Histologie am Royal College of Surgeons. Als Richard Owen nach Richmond übernahm er dessen Funktion als Hauptkonservator am Hunterian Museum und 1856 wurde er offiziell sein Nachfolger. Damals ließ allerdings seine Gesundheit schon nach und er starb 1861 in Pangbourne, wo er zur Erholung weilte.
Sein Buch über Mikroskopie trug viel zu deren Verbreitung unter Amateurwissenschaftlern bei, und ihm zu Ehren benannte sich eine Vereinigung von Amateur-Mikroskopisten in London 1865 Quekett Microscopical Club. Initiator war der Botaniker Mordecai Cooke und ihr erster Präsident war Edwin Lankester. Der Club besteht bis heute und gibt das Quekett Journal of Microscopy heraus.
1860 wurde er Fellow der Royal Society, 1857 Fellow der Linnean Society of London und 1841 bis 1860 (als er Präsident wurde), war er Sekretär der 1839 gegründeten Royal Microscopical Society.
Er war seit 1846 verheiratet und hatte vier Kinder. Seine Brüder waren der Mediziner und Botaniker Edwin John Quekett (1808–1847) und der Geistliche William Quekett (1802–1888), Rektor in Warrington.

## Schriften
- Practical treatise on the use of the microscope, 1848, 3. Auflage 1855
- Descriptive and Illustrated Catalogue of the Histological Series … in the Museum of the Royal College of Surgeons, Band 1: Elementary Tissues of Vegetables and Animals, 1850, Band 2: Structure of the Skeleton of Vertebrate Animals, 1855.
- Lectures on Histology, 2 Bände, 1852, 1854
- mit John Morris: Catalogue of the Fossil Organic Remains of Plants in the Museum of the Royal College of Surgeons 1859
- Catalogue of Plants and Invertebrates 1860
- Intimate Structure of Bones in the four great Classes, Mammals, Birds, Reptiles, and Fishes, with Remarks on the Value of the Knowledge in determining minute Organic Remains, Microscopical Society’s Transactions, Band 2, 1846, S. 46–58